# جورج گوردون، پنجمین دوک گوردون
جورج گوردون، پنجمین دوک گوردون (انگلیسی: George Gordon, 5th Duke of Gordon; ۲ فوریهٔ ۱۷۷۰ – ۲۸ مهٔ ۱۸۳۶) نظامی و سیاستمدار اهل پادشاهی متحد بریتانیای کبیر و ایرلند بود.